# Over Head Valve

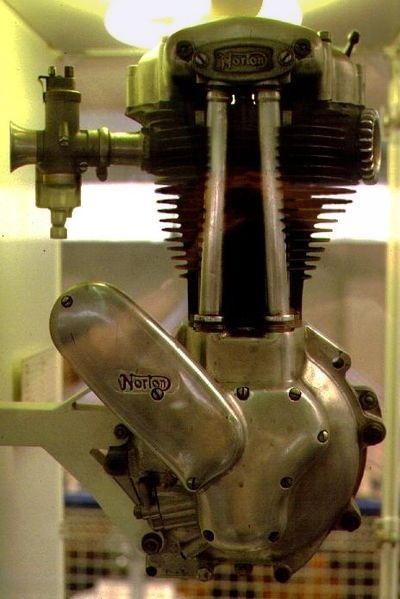
Rozvod OHV na motocyklovém motoru Norton

OHV (Over Head Valve - v USA místy nazývaný také jako "Pushrod") je typ ventilového rozvodu pístového motoru, u kterého jsou ventily umístěny v hlavě válců a vačková hřídel je umístěna v bloku motoru. Nevýhody rozvodu OHV převažují hlavně u vysokootáčkových motorů, proto se u moderních spalovacích motorů pro pohon automobilů skoro nevyskytuje.

## Charakteristika
Mezi vačkovou hřídelí a ventily je relativně velká vzdálenost (přibližně úměrná zdvihu motoru). Přenos pohybu mezi vačkou a ventilem je proto realizován dalšími prvky mechanismu: zdvihátko, zdvihací tyčka, vahadla. V porovnání s rozvodem OHC tak rozvod OHV obsahuje minimálně jeden prvek navíc - zvedací tyčky. Ty jsou pro motor tak charakteristické, že se rozvod OHV v USA označuje jako „Pushrod" (zvedací tyč). Větší počet součástek nepříznivě ovlivňují tuhost rozvodu. Zvedací tyčky vykonávají vratný pohyb, který je možný jen do určitých otáček. Výhodou rozvodu OHV je jednodušší řešení pohonu vačkové hřídele, díky kterému má tento rozvod vyšší životnost a spolehlivost.

## Pohon rozvodu
Pohon rozvodu je vzhledem k výhodnému umístění vačkové hřídele blízko u klikové hřídele možné realizovat jednoduchým ozubeným soukolím nebo ozubenými koly se řetězem. U některých konstrukcí byla vačková hřídel uložena extrémně vysoko v bloku motoru s cílem zkrátit zdvihací tyčky.
Pohon musí být řešen tak, aby umožnil přesné nastavení vzájemné pozice klikové a vačkové hřídele a aby se během provozu motoru toto nastavení nezměnilo, což ozubené soukolí splňuje.
Protože se rozvod OHV používá u čtyřdobých motorů, převodový poměr pohonu je 2:1. Vačková hřídel se otáčí 2× pomaleji než kliková, protože čtyřdobý motor vykoná jeden pracovní cyklus za dvě otáčky klikové hřídele.

## OHV bez zvedacích tyček
V roce 1913 si bratři Duesenbergové patentovali motor s ventily v hlavě válců, který neobsahoval zvedací tyče. Podstatou patentu č. US1244481A byla extrémně dlouhá vahadla, která přenášela pohyb z vačkové hřídele na ventily bez nutnosti použít zvedací tyčky.